# Биркертс, Гунарс
Гунарс Биркертс (латыш. Gunārs Birkerts; 17 января 1925, Рига, Латвия — 15 августа 2017, Нидем, Массачусетс, США) — американский архитектор латвийского происхождения, который на протяжении большей части своей карьеры работал над метрополитеном города Детройт штата Мичиган. Иностранный член АН Латвии. Офицер Ордена трёх звезд.

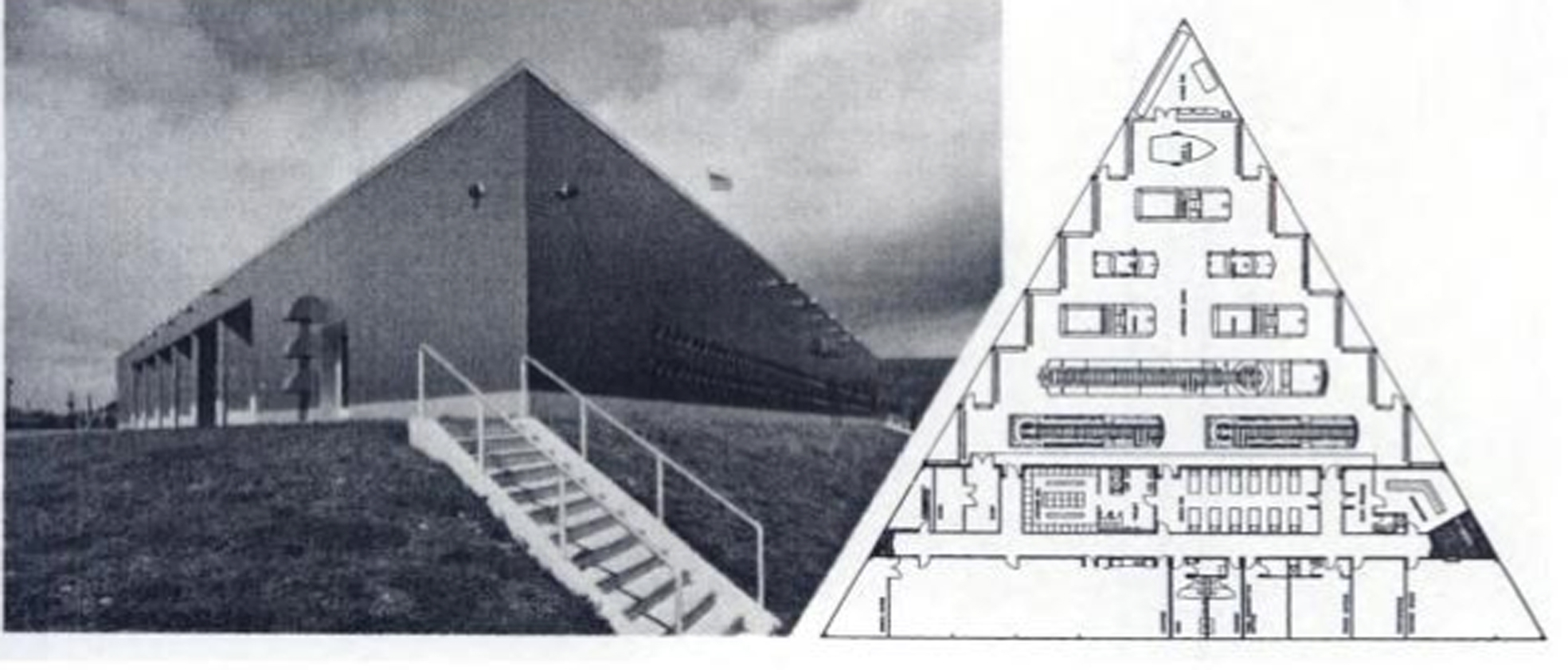
Фасад и план этажа здания пожарной станции в Корнинге

## Биография

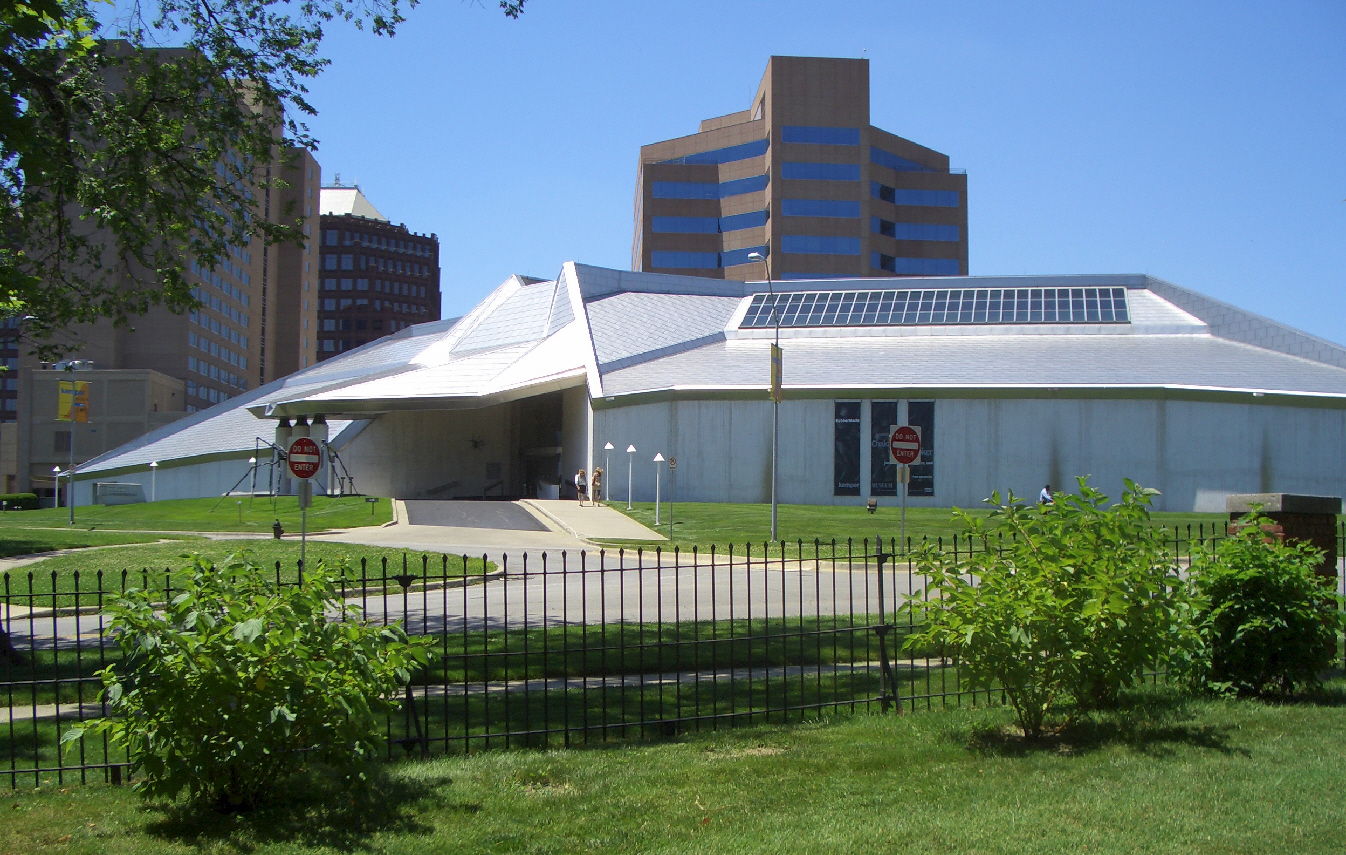
Кемперский музей современного искусства, Канзас-Сити, штат Миссури, проект Биркертса, 1992—1994 годы.

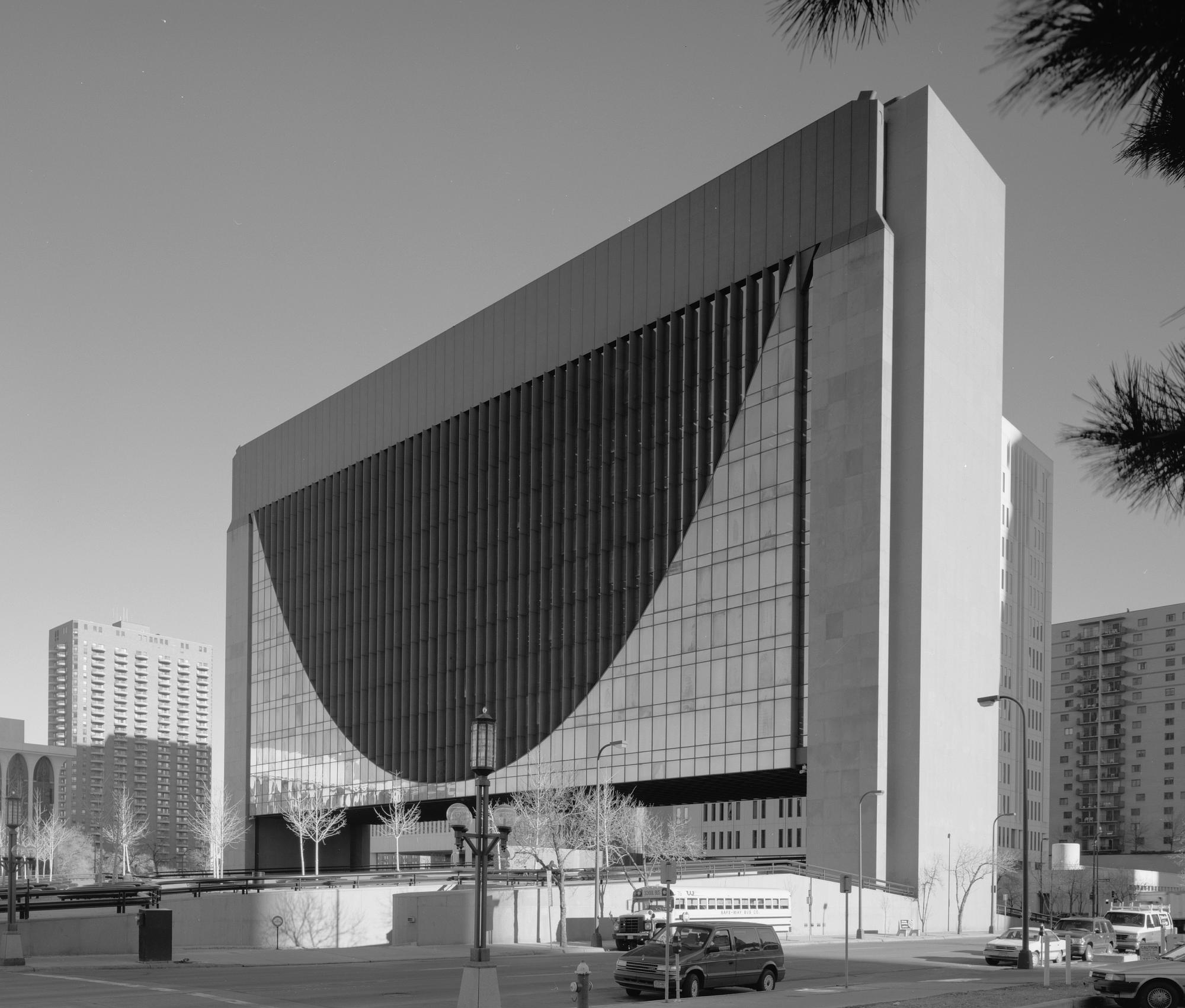
Федеральный резервный банк Миннеаполиса, 1973 г., (в настоящее время: Marquette Plaza), в своем первоначальном виде.

Гунарс Биркертс родился в Латвии, но эмигрировал в конце Второй мировой войны. Окончил высшую Техническую школу Штутгартского университета (Штутгарт, Германия). В 1949 году Биркертс приехал в Соединенные Штаты и работал сначала в фирме Perkins and Will, потом на Ээро Сааринена, и наконец, на Минору Ямасаки, затем открыл свой собственный офис в пригороде Детройта.
Биркертс был совладельцем компании Birkerts and Straub, которая после реорганизации стала называться Gunnar Birkerts and Associates. Компания получала почётные награды за свои проекты от Американского института архитекторов в 1962, 1970 и 1973 годах, а также многочисленные награды от Мичиганского общества архитекторов.
В 1959 году Биркертс начал преподавать на факультете архитектуры и градостроительства Мичиганского Университета и преподавал до 1990 года. Ассоциация университетских школ архитектуры (ACSA) наградила Биркертса званием почётный профессор в 1989-90 годах. Гунарс Биркертс также являлся почётным профессором Иллинойсского университета, профессором-резидентом американской академии в Риме, членом Латвийского союза архитекторов, почётным членом Академии наук Латвии и иностранным членом Рижского технического университета.
Биркертс является автором ряда выдающихся зданий в Соединенных Штатах, включая Федеральный резервный банк Миннеаполиса, Корнингский музей стекла, Хьюстонский музей современного искусства, юридический колледж университета в Айове, здание публичной библиотеки в городе Дулут (Миннесота), а также здание посольства США в Венесуэле. Его последним проектом стало здание Латвийской Национальной библиотеки («За́мок света»), построенное в 2014 году в Риге.
Гунарс Биркертс скончался 15 августа 2017 года от застойной сердечной недостаточности в своём доме в Нидеме, штат Массачусетс.
Сын Гунарса Биркертса — известный литературный критик Свен Биркертс.

## Награды и звания
Биркертс получил стипендию американского института архитекторов в 1970 году. Стал членом Латвийской ассоциации архитекторов в 1971 году. Является обладателем многочисленных индивидуальных наград, включая стипендию от фонда Грэхем в 1971 году, золотую медаль мичиганского общества архитекторов в 1980 году, мемориальную премию Арнольда Бруннера в архитектуре, американской академии и института искусств и литературы в 1981 году. В 1993 году получил награду «Художник года штата Мичиган». Биркертс получил почётную докторскую степень от Рижского технического университета в 1990 году. Кавалер Ордена Трёх звёзд Латвийской Республики в 1995 году и большой медали латвийской Академии наук в 2000 году.

## Публикации
- Birkerts, Gunnar, Gunnar Birkerts — Metaphoric Modernist, Axel Menges, Stuttgart, Germany 2009; ISBN 978-3-936681-26-0
- Birkerts, Gunnar, Process and Expression in Architectural Form, University of Oklahoma Press, Norman OK 1994; ISBN 0-8061-2642-6
- Birkerts, Gunnar, Subterranean Urban Systems, Industrial Development Division-Institute of Science and Technology, University of Michigan 1974
- Kaiser, Kay, The Architecture of Gunnar Birkerts, American Institute of Architects Press, Washington DC 1989; ISBN 1-55835-051-9
- Martin, William, Gunnar Birkerts and Associates (Yukio Futagawa, editor and photographer), A. D. A. Edita (GA Architect), Tokyo 1982
- Gunnar Birkerts & Associates, IBM Information Systems Center, Sterling Forest, N. Y., 1972; Federal Reserve Bank of Minneapolis, Minnesota, 1973 (Yukio Futagawa, editor and photographer), A. D. A. EDITA (GA Architecture), Токио, 1974